# Siedlungsstruktur auf Gotland
Die Siedlungsstruktur auf Gotland, einer schwedischen Insel in der Ostsee, war im Laufe der letzten Jahrtausende auf dem Lande nur wenigen Veränderungen unterworfen. Der Begriff Siedlungsstruktur beschreibt die Verteilung der Bevölkerung im Raum, die Art und Dichte der Bebauung, die Nutzungen, die Infrastruktur und die zentralen Einrichtungen.

## Vorgeschichte
Die ältesten Reste gotländischer Besiedlung stammen aus der Zeit um Christi Geburt. Es handelt sich um annähernd 1800 Steinfundamente, die bis zu 60 m lang sein können (Stavars hus) und deren Mauerstärke zwischen 0,9 und 1,5 m beträgt. Im Volksmund werden diese Häuser „Hünengräber“ (gotländisch „Kämpgravar“) genannt. Die großen boten Platz für den Wohnteil und den Viehstall. Auf den Steinfundamenten ruhte ein steiles, innen durch Doppelreihen kräftiger Pfosten gestütztes Dach. Vielleicht war das Dach bereits mit „Ag“ (deutsch Binsenschneide) gedeckt, einem Halbgras aus den Mooren, das bis in die Gegenwart Dachmaterial ist. Eine Vorstellung davon, wie ein solches Haus ausgesehen haben könnte, erhält man bei der rekonstruierten Lojsta hall. Auf der Insel gibt es 11 interessante Altsiedlungsplätze:
- Alvena lindaräng bei Vallstena,
- Änggårde in Buttle,
- Fallet in Tingstäde,
- Fjäle in Ala,
- Gervide in Sjonhem,
- Pankar in Grötlingbo.
- Solsänget in Levide-Sproge,
- Stavgard (Stavars hus) in Burs
- Rings in Hejnum,
- Vallhagar in Fröjel,
- Visne Ängar in Alskog.

Die Häuser lagen nahe den Äckern und Weiden. Man war von Frischwasser abhängig, das den „Bryor“ (Wasseransammlungen) entnommen wurde. Nahrung, die das Meer an Fischen und Vögeln hergaben, ergänzte die Ernährung.
Auf den kleinen, durch steinerne Einfriedungen vor Vieh und Wild geschützten Feldern baute man vor allem Gerste, Weizen und Roggen an. 200 Gebiete mit Resten alter Einfriedungen und Ackersysteme, so genannte „Fornäckrar“, aus der Bronze- und Eisenzeit gibt es heute noch. Das Vieh wurde auf nicht umzäunten Allmenden gehalten. Kühe, Schafe, Schweine, Ziegen und Hühner gab es in der prähistorischen Siedlung Vallhagar.
Im 6. Jahrhundert wurden viele Höfe aufgegeben. Über den Anlass herrscht Unklarheit. Es handelte sich um eine Bevölkerungsverminderung, die durch Pest, Kriege oder Missernten hervorgerufen wurde. Jene Hofanlagen, die weiter existierten, findet man im Allgemeinen noch heute. Die Bauweise der Häuser veränderte sich. Sie wurden kleiner und aus Holz gebaut. Die verschiedenen Funktionen auf den Höfen erhielten, wie noch heute üblich, ein besonderes Haus. 5–6 Häuser pro Hof scheinen üblich gewesen zu sein. Man baute Stall, Scheune und Wohnhaus mit Schmiede oder Brauhaus.
Aus der Wikingerzeit und dem Frühmittelalter gibt es Reste von Holzhäusern in Bohlenbauweise, die so genannten „Bulhus“. Die ältesten besitzen im Boden verankerte Eckpfosten mit Planken („Bular“), die in Nuten der Pfosten gesteckt sind. Das Wohnhaus scheint ein kleiner, anspruchsloser Bau gewesen zu sein, wie er auf Fjäle in Ala anzutreffen ist.

## Mittelalter
Während des Mittelalters (1050–1500 n. Chr.) galten die etwa gleichen Prämissen wie zuvor. Man verlegte die Siedlung auf trockenere Böden und gestaltete die Wasserversorgung durch Brunnen. Auf Veränderungen in der Landwirtschaft deutet nichts. Viehhaltung blieb wichtiger als Getreideanbau.
Die mittelalterlichen Bauern wurden durch Nebenerwerb und Handel wohlhabend, sie wurden Bauernhändler genannt. Der Ostseehandel mit fremden Küsten stellte bereits ab der römischen Kaiserzeit (siehe Gudme) einen wichtigen Bestandteil des Lebensunterhalts dar. Von der Vendelzeit 550 n. Chr. über die Wikingerzeit bis ins 14. Jahrhundert war Gotland ein bedeutender Warenumschlagplatz. Die Gotländer errichteten z. B. in Holmgard und Lübeck Handelshäuser, die Gotenhof genannt wurden. Auf den Bauernhöfen wurden große Vermögen angesammelt, das bezeugen wikingerzeitliche Silberschätze (Hortfund von Havor, Horte von Spillings), die auf Gotland vergraben wurden. Der Überschuss floss im 12. Jahrhundert dem Bau von Kirchen zu.
Die Höfe blieben Einzelhöfe. Der Abstand zum Nachbarn konnte groß sein. Kurische Waffen und Schmuckstücke aus dem 10. Jahrhundert (Ziernadeln, Fibeln und Schwerter) fand man an der gotländischen Küste. In Hugleifs, nahe Silte, enthielt ein Frauengrab typisch kurischen Schmuck. Das Grab belegt die Anwesenheit von Kuren auf der Insel. Dieselben Ziernadeln und Schwerter findet man auch in großer Zahl in der Umgebung von Klaipėda und Kretinga. Die Funde auf Gotland und Öland sowie im mittelschwedischen Uppland deuten auf Handelsbeziehungen zu den Balten im 10. und 11. Jahrhundert.
Der gotländische Bauernhof war von Häusern mit geschlossenen Außenseiten oder hohen Zäunen, so genannten „Standtun“, umgeben. An exponierten Orten errichtete man Verteidigungstürme aus Stein. Eine Andeutung davon, wie ein mittelalterlicher Hof ausgesehen hat, gibt der Kattlunds-Hof in der Gemeinde Grötlingbo. Hier sind noch der mittelalterliche Viehstall sowie Teile des Wohnhauses vorhanden.
Als man im 12. Jahrhundert damit begann, Kirchen aus Stein zu errichten, bauten auch die Bauern erste Steinhäuser. Hofnamen wie Stenstugu, Stenstugards, Stenhuse stammen aus dieser Zeit. Bauernhäuser aus Stein haben auf Gotland eine lange Tradition, und etwa 200 sind als Ruinen erhalten. Darin unterscheidet sich die Insel von der gleichzeitigen Bauweise auf dem Festland. Die Höfe bekamen nun zusätzlich zu den hoftypischen Gebäuden einen Laden, der aus Stein gebaut wurde, entweder als Anbau an das Wohnhaus oder als separates Gebäude. Freistehende Läden gibt es noch auf Lauksgärd in Lokrume, auf Sojdeby in Fole und auf Bringes in Norrlanda. Sie sind im Aufbau ähnlich und bestehen aus zwei Geschossen mit Dachboden und zwei Räumen pro Stockwerk. Einige Gebäude nutzte man als Versammlungs- oder Gästeraum. Bringes in Norrlanda besitzt prachtvolle Galeriefenster, was für einen Festsaal und Wohnplatz spricht. Die Gotländer legten Wert auf ein Versammlungshaus. Oft unterhielten mehrere Höfe eines gemeinsam.
Auch Wohnhäuser wurden aus Stein gebaut. Es liegt nahe, dass die Verfügbarkeit von Stein beziehungsweise Holz die Wahl des Baumaterials bestimmte. Carl von Linné schrieb über die Gemeinden Sundre und Vamlingbo: „… man mag schließen, dass alle Bauernhöfe dieser Orte mit Steinhäusern ausgestattet waren.“

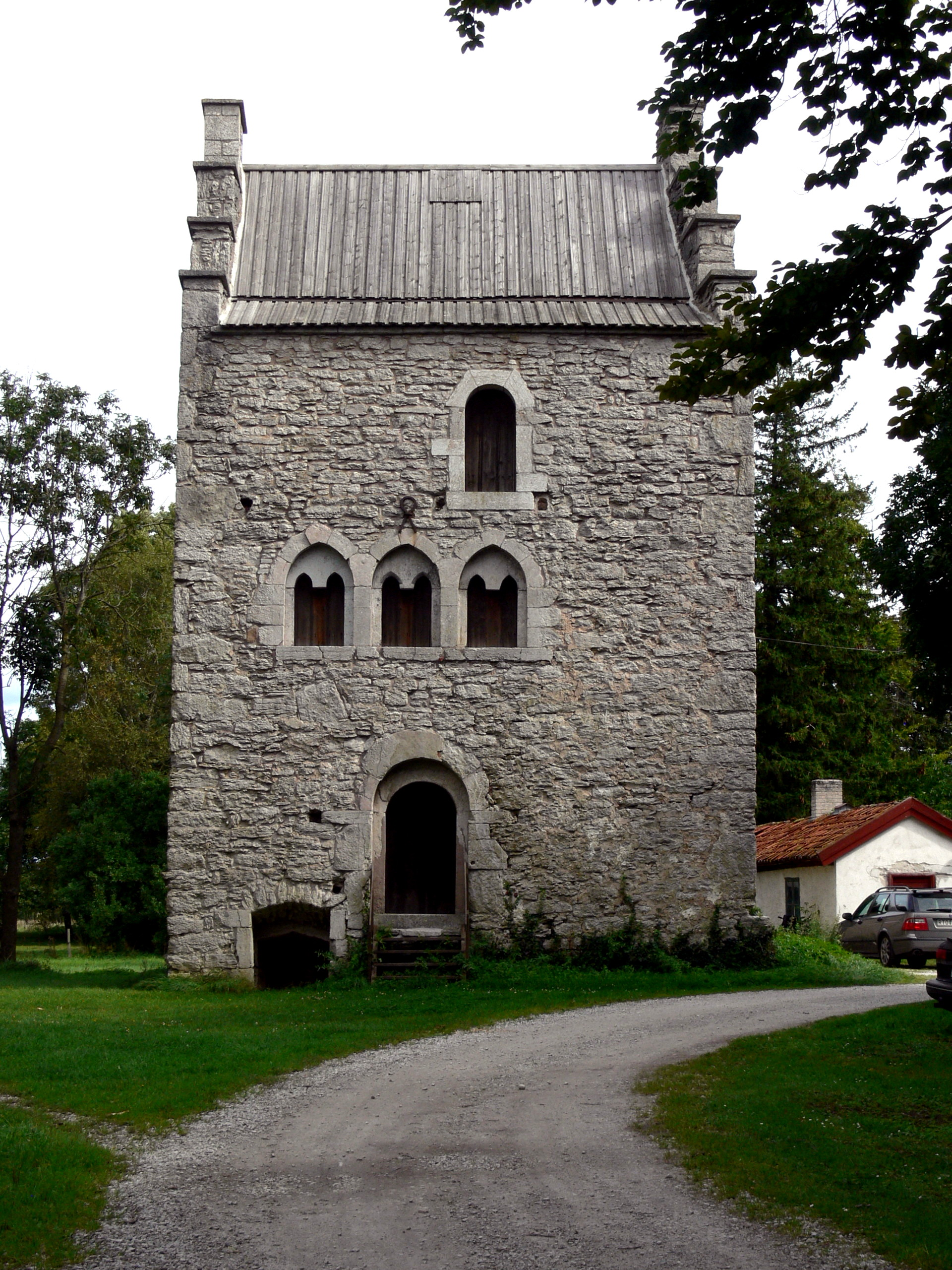
Stora Hästnäs

Die Steinhäuser glichen in der Aufteilung den Holzhäusern. Als die Ambitionen der Bauernhändler wuchsen, wurde die Wohnung mit weiteren Räumen und Obergeschossen versehen. Ein gut erhaltenes Bauernhändlerhaus aus dem 13. Jahrhundert liegt auf Vatlings in Fole. Es besteht aus einem dreigeschossigen Gebäude mit Diele und Vorratsraum im Erdgeschoss, Versammlungsraum im ersten Stock und Boden im oberen Stockwerk. Äußerlich gleicht das Haus einer kleinen Kirche. Es ist hoch und schmal, besitzt ein steiles Dach, ein schönes Portal in der Giebelseite und kleine gewölbte Fenster. Ein anderes mittelalterliches Haus, das von der Stadtbebauung Visbys beeinflusst ist, liegt bei Stora Hästnäs nördlich von Visby.
Die Steinhäuser wurden solide, brandsicher und so uneinnehmbar wie möglich gebaut, mit wenigen Fenster- und Türöffnungen. Auf den Höfen stehen noch einige Verteidigungstürme aus Stein. Sie gehören dem 12. Jahrhundert an und sind die ältesten erhaltenen Häuser auf dem Lande. Reste solcher Türme kann man beim Fardume slott im Kirchspiel Rute und weitere Kastelle im Kirchspiel Vamlingbo sehen.
Auch Wirtschaftsgebäude konnten aus Stein erbaut sein und damit dazu beitragen, den Hof sicherer zu machen. Der Zugang zum Hof war durch ein Einfahrtstor im Stall-Scheunen-Teil möglich (z. B. Kattlunds in Grötlingbo) oder aber durch ein stattliches gewölbtes Steintor wie auf Riddare in Hejnum, Kopungs in Gothem und auf den Pfarrhöfen von Bro, Garde, Gothem und Tingstäde. Auf Südgotland errichtete man stattdessen hohe Torpfosten aus Sandstein. Zum Hof gehörte ein Hofkreuz. Jetzt gibt es nur noch einige wenige, z. B. auf Lauks in Lokrume.
Ab der Mitte des 14. Jahrhunderts hörte der Steinhausbau in den ländlichen Regionen Gotlands erst einmal auf. Der Ostseehandel veränderte sich zum Nachteil der Insel, und die Pest scheint die Bevölkerung hart getroffen zu haben. Kleinere Höfe wurden verlassen. Im Jahre 1361 eroberte Waldemar Atterdag die Insel, die für beinahe 300 Jahre unter dänische Herrschaft kam. Die Veränderungen in der Siedlungsstruktur waren gering, da wahrscheinlich nicht viel gebaut wurde. Dies geschah erst wieder im Zusammenhang mit den Hofteilungen des 17. Jahrhunderts, die auch zur Landvermessung führten. Zu dieser Zeit wurden auch Formen vom Festland übernommen. Viel wurde aus Holz gebaut, in alter Bohlenbauweise. Wie die Häuser ausgesehen haben, kann heute im Freilichtmuseum in Bunge oder in Norrlanda Fornstuga besichtigt werden.
Die übliche Bauart blieb die Bohlenbautechnik. Gezimmerte Häuser kamen vor. Man nannte die Technik jedoch den „Schwedischen Stil“. Die Dächer der Wirtschaftsgebäude wurden mit „Ag“ gedeckt, die Wohnhäuser mit Brettern, Steinplatten oder Steinfliesen. Der Eingang wurde zur Langseite verlegt. Um 1750 erlebten die Steinhäuser eine Renaissance. Um den Baumbestand zu schützen, gewährte der Staat demjenigen, der in Stein baute, eine 20-jährige Steuerermäßigung. Diese Bestimmung hatte für Gotland große Bedeutung. Die erhaltenen Reste mittelalterlicher Häuser konnten relativ leicht in einen Doppelraum mit zwei Stockwerken gewandelt werden. Es setzten sich jedoch jene Formen durch, die während früherer Jahrhunderte in den Holzhausbau Eingang gefunden hatten. Das Doppelraumhaus mit Neustube (Guter Stube) auf der einen und Alltagsraum auf der anderen Seite, dazwischen Diele und Kammer, wurde die gewöhnliche Art des Wohnens. Je nach Möglichkeit baute man die Häuser mit einem zweiten Stockwerk. Es ist erstaunlich, dass solch große Häuser gebaut wurden, denn auf dem Lande herrschte Armut. Die Hofeinheiten waren im 18. und zu Beginn des 19. Jahrhunderts klein. Ein großer Teil Gotlands bestand bis zur Mitte des 19. Jahrhunderts aus Wald, Moor und steiniger Fläche. Dann verbesserte sich die Lage für viele Bauern. Die Moore wurden trockengelegt und zu Acker- und Wiesenflächen. Es erfolgte eine umfassende Reform der Anbaumethoden. Der Boden wurde effektiver genutzt, indem man die Saat wechselte, anstatt den Acker eine Zeit brach liegen zu lassen. Die Landwirtschaft wurde mechanisiert.

## Bevölkerungszunahme und Kleinhausbau
Mit den Mühlen und Sägewerken, der Kalkindustrie und der Eisenbahn nahm die Besiedlung anderer Plätze ihren Anfang. Auch die Bevölkerung der Insel nahm bis 1880 in auffälliger Weise zu. Die Höfe nahe der Kirche verdichteten sich mit Eigenheimen. Im Zuge der Rohstoffveredlung entstanden kleine Industrieorte. An den äußeren Landflächen der Höfe, an den Waldrändern, entlang den größeren Straßen und an den Eisenbahnknotenpunkten entwickelte sich eine Besiedlung. Mit dem Eigenheimbau um die Wende zum 20. Jahrhundert veränderten sich auch die Häuser. Sie wurden vom allgemeinen zeitgenössischen Stil beeinflusst. Holzhäuser mit Paneelen an den Außenwänden und umfassenden Schreinerarbeiten an der Fassade wurden üblich. Das spezifisch Gotländische trat in den Hintergrund. Heute sind die meisten Kleinhäuser, die neu gebaut werden, Typenhäuser. Auf Initiative der Baubehörden wurden jedoch einige Hausvarianten der gotländischen Bautradition angepasst. Die Raumaufteilung und die Baumethoden sind modern, aber man versucht, mit dem Äußeren an das traditionelle Bauen anzuknüpfen.